# Zaricicea (Biskovîci), Sambir
Zaricicea (în ucraineană Заріччя) este un sat în comuna Biskovîci din raionul Sambir, regiunea Liov, Ucraina.

## Demografie
Componența lingvistică a localității Zaricicea
     Ucraineană (86,07%)
Conform recensământului din 2001, majoritatea populației localității Zaricicea era vorbitoare de ucraineană (86,07%), existând în minoritate și vorbitori de polonă (13,93%).